# 渡江战役
渡江战役，又称京沪杭战役，是第二次国共内战末期，中国共产党领导的中国人民解放军于1949年4月21日至6月2日在长江中下游强渡长江，与中国国民党领导中華民國國軍汤恩伯、白崇禧两集团进行的战略性战役。
渡江战役中，中国人民解放军第二、三野战军和中原、华东军区部队共约100万人，从东、中、西3个突击集团，于4月15日在江苏省靖江至安徽省望江段实施渡江作战，首先歼灭沿江防御之敌，尔后向南发展。渡江战役结束后，中国人民解放军攻下国民党的政治经济中心地区，以伤亡6万余人为代价，歼灭国军11个军部、46个师共43万余人，佔領中華民國首都南京、全国經濟中心上海，及杭州、武汉等大城市，及江苏、安徽两省全境和浙江省大部及江西、湖北、福建等省各一部，为尔后自华东地区，向华南、西南地区进军奠定条件。此战役后，中國國民黨领导的中華民國政府遂漸丧失统治全国的基础，最终败退台湾。

## 战役背景
1948年末至1949年初，第二次国共内战经过遼瀋戰役、淮海戰役和平津战役三大战役，国军的精锐重兵集团大部分被消灭，中国人民解放军则大為增強，控制长江以北的广大地区，开始渡江作战的军事准备。
自1948年秋以来，中華民國政府军事上失利加上经济上币制改革失败。12月27日，南京公教人員眷屬連日緊急疏散:8762。1949年1月21日上午10時許，蔣中正召集在南京黨政軍高級人員百餘人，在其官邸舉行緊急會議:823。蔣宣布下野文告，由副总统李宗仁任代總統，1月22日，提出与中共方面进行和平谈判，但蒋仍以中國國民黨總裁身份掌握军政大权，整顿军队、冀望依靠长江防线划江而治。并筹划将主要机关和重要物资撤至粤、闽、台等地，预备将国库储备运往台湾。26日，中共已接管今南京市辖区内、长江北岸的六合县。
2月20日，中国人民解放军第三野战军向所属各部发布“京沪杭战役预备命令”。2月25日，中国共产党中央军事委员会电示第二野战军、第三野战军：3月中旬或下旬，应准备占领浦口及炮击南京。
3月25日，解放军「砲轟安慶」:172。3月28日，桂系軍隊自動撤出安慶，解放军「集中九江，窺伺南昌」:173；安慶國軍獨力撑持，「甚為危急」:173。同日，国軍海軍封鎖長江安慶江面:8854。至4月中，解放军消滅长江北岸的多數国军据点，只有浦口、裕溪口、安庆还有国军据守。
4月1日，国共双方代表团在北平市（今北京市）进行“和平谈判”。4月13日，張治中由北平電李宗仁與何應欽，謂周恩來於今日面交「國內和平協定」一件，「內分八條，二十四款」:182。張治中又上蔣介石一電報，謂到北平後，中國共產黨言論態度，意在逼降，並勸蔣「毅然放下一切」:182。4月15日，国共谈判代表拟定《国内和平协定》最后修正案，商定于4月20日签字。4月20日，行政院院長何應欽對中國共產黨所提八條二十四款，斷然予以拒絕:186。李宗仁、何应钦电告北平國民政府谈判代表张治中拒绝签字，和谈破裂。1949年4月21日毛泽东主席和朱德总司令发布《向全国进军的命令》，向人民解放军下达渡江作战命令。

## 战役准备

### 解放军方面

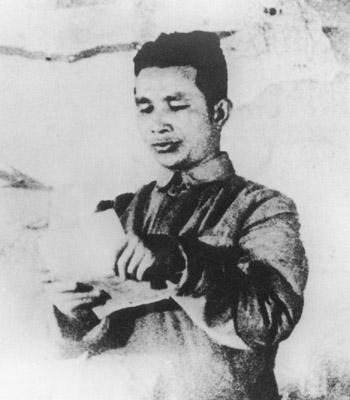
1949年4月，粟裕向第三野战军宣布渡江作战命令

在淮海战役结束后，解放军各野战军重新统一编制番号。中原野战军改称第二野战军，华东野战军改称第三野战军。解放军投入第二野战军、第三野战军以及第四野战军的南下先遣兵团等以渡江作战。渡江作战之前线最高指挥机关是设于合肥的渡江战役总前敌委员会（简称总前委），成员：第二野战军司令员刘伯承、政委邓小平、第三野战军司令员陈毅、副司令员粟裕、副政委谭震林组成，是由“淮海战役总前委”延续而来。因长江水位会在5月初“桃花汛”期上涨，解放军准备于4月间发起渡江作战。1949年4月3日，发布《京沪杭战役实施纲要》计划渡江作战。根据纲要规定，第一阶段在湖口至江阴的长江沿线上完成渡江任务，并实行战役展开，然后第二阶段完成分割和包围国军的任务，并控制京沪线、浙赣线铁路一段，切断国军退路，最后阶段分别歼灭包围之敌。占领苏南、皖南及浙江，攻占南京、上海、杭州（三地当时简称“京沪杭”），最终目的夺取中華民国政治、经济中心。
解放军渡江作战部队作战地域划分为：第三野战军第8兵团（第20、第26、第34、第35军）、第10兵团（第23、第28、第29、第31军）作为东线集团，作战地域在长江扬州三江营至镇江张黄港江一段，由粟裕、张震（第三野战军参谋长）负责指挥；第三野战军第7兵团（第21、第22、第24军）、第9兵团（第25、第27、第30、第33军）作为中线集团，作战地域在长江裕溪口至枞阳，由谭震林负责指挥；第二野战军第3兵团（第10、第11、第12军）、第4兵团（第13、 第14、第15军）、第5兵团（第16、第17、第18军）作为西线集团，作战地域在长江枞阳至望江，由刘伯承、李达（第二野战军参谋长）负责指挥；另外以第四野战军第12兵团（第40、第43军）以及部分军区部队掩护西集团侧后，在武汉以东、以北，钳制武汉方面兵力抽调转用于(南)京沪，策应渡江作战。
第三野战军特种兵纵队的炮兵部队分别配属东集团（三个团又两个营）、中集团（两个团又一个营）支援渡江作战。
解放军当时的宣传口号为“打过长江去，解放全中国！”
为切实弄清国军布防长江的情况，渡江战役总前委指示，在渡江作战之前，派一支部队先遣渡江，执行侦察任务。根据前委这一指示，第三野战军第九兵团选调侦察营的一连、二连另加4个侦察班，组成“先遣渡江大队”，分左右两路渡江侦察。1949年3月中旬的一天，时任第9兵团第27军侦察二连连长的高锦堂带领一支化装的队伍直奔安徽省无为县的长江二道江坝边，在一小村隐蔽驻下。4月6日晚，侦察连从叶家墩登船强行南渡。当船到江心时，被南岸驻守的国军部队发现，顿时各种火力一齐扫来。经过近半个小时的激战，侦察二连终于在十里场登陆，并连夜急行军60余里，占领狮子山。
4月18日，高锦堂又接到命令，速带队返回江边，以接应大部队渡江。4月21日拂晓，侦察二连在江南岸与聂凤智军长率领的大部队胜利会师。
渡江战役前夕，英国“紫石英”号军舰，於4月20日溯长江而上，在解放军数次警告无果下，解放军炮击重伤“紫石英”号军舰，先后前来增援的三艘英舰也被击退，是為紫石英号事件。

### 国军方面
淮海战役结束后，国军精锐之师消耗殆尽，很多部队曾受重创或是重建或新建的，因此防守兵力不足，士气亦比较低落。大力收集余部，整顿建制，多次举行军事会议及政工会议，企图安定军心，维持士气。自1949年1月以后，先后举行之重要军事会议及政工会议共达4次。计划借助长江天堑确保江南，同时，沿浙赣铁路与湘桂铁路及其以南地区准备第二线抵抗地带。国军的长江防线重点于京沪地区（京，当时指首都南京），而芜湖至湖口的防线上兵力较薄弱。国军认为若解放军强渡长江，可以凭借海、空军优势在长江遮断解放军后续渡江部队，集结在（南）京、沪、杭等要点的部队可凭借铁路、公路以及水路迅速机动至解放军渡江战场达到将其歼灭的目的。国军预计解放军方面因缺乏渡河工具以及徐蚌会战（即淮海战役）中伤亡大而需要一段时期休整，国军可利用这段时间整训二线编练兵团。
国军由京沪杭警备总司令部负责统一指挥苏南、皖南、浙江等地防御，汤恩伯担任总司令。直接担任长江防御的是21个军，下辖60个师，177个步兵团，1个军属炮兵团和1个军属骑兵团。国军依托长江组织防御的部队作战地域划分为：
- 刘汝明第8兵团防守湖口至铜陵：曹福林第五十五军驻贵池（第29、74、181师）、刘汝珍第六十八军驻湖口以东（第81、119、143师，30,345人）、于兆龙第九十六军驻安庆南岸（第141、212师，25,443人）
- 张世希第7绥靖区防守铜陵至马鞍山：杨干才第二十军驻芜湖（第133、134师，27,979人）、罗贤达第六十六军驻铜井以西（第13、185师，32,815人）、杨宝谷第八十八军驻铜陵、旧县（第149、313、49师，26,832人）、王修身第一〇六军驻宁国为机动部队（第192、281、282师，26,900人）。
- 李延年第6兵团：负责浦镇、浦口防卫，兵团司令部驻南京南郊岔路口伞兵营房。4月中，第六兵团司令部奉命移往浙江金华，准备浙赣路方面作战。所属第二十八军改归首都卫戍总司令部指挥，第九十六军改由京沪杭警总直属机动部队，后调至安徽青阳改隶第八兵团。
- 张耀明首都卫戍总司令部防守南京及以东、以西地区，辖刘秉哲第二十八军驻浦口（第52、第80、暂7师共32,222人）、陈沛第四十五军驻桥头镇至铜井镇（辖第97师，第102师，第312师，共35,515人）、胡长清第九十九军（第92、99、286师，30,282人）
- 丁治磐第一绥靖区防守镇江至江阴。辖王作华第四军主力驻扎镇江，一个师驻瓜洲（第57、90、286师25,138人）、 王克俊第二十一军驻申港（第145、146、230师，32,738人）、王秉钺第五十一军驻扬中（第41、113师，24,501人）、顾锡九第一二三军驻白茆至鹿苑（第20、308、324师，31,028人）、阙汉骞第五十四军（第8、198、291师，33,712人）
- 石觉淞沪防卫司令部辖舒荣第十二军（第324、353师）、罗泽闿青年军第三十七军驻浦东（第202师驻崇明岛、第204师、第209师，兵力30,626人），刘玉章第五十二军驻南翔（第2、25、296师共30,030人），吴仲直第七十五军驻沪西（第6、16、208师，29,715人）。
- 陈大庆淞沪警备司令部辖淞沪警备旅，暂编第一军，防守苏州至上海间。
- 在徽州等地部署有侯镜如第17兵团，辖第七十三军驻徽州、第八十七军、第一〇六军。4月，第七十三军改归第九编练处整补，第八十七军开杭州转宁波整补，第一〇六军改归第七绥靖区调皖南江防一线。解放军渡江时，兵团实际仅指挥、第一〇六军掩护撤退到福州马尾，6月兵团撤销番号。
- 张雪中第9编练司令部驻浙赣线衢州，辖第六十七军、第七十三军、第七十四军、第七十五军、第八十五军整补。
- 准正规部队
  - 上海交警司令部辖7个交警总队，第2、5、6、7、11、12、15、18总队。
  - 上海宪兵司令部：3个宪兵团，3个高级指挥部直属特务团
  - 1个总统府警卫团（后编入第97师）。
  - 上饶指挥部
- 特种部队
  - 战车指挥部：战车第1团第3营、战车第2团第1营、战车第3团4连、独立战车第2营、装甲炮兵第2、3营。装备M5A1战车64辆，M3A3战车10辆，M10装甲炮兵车12辆,WT15辆，并105榴弹炮20门。
  - 炮兵指挥部：炮兵第10、51团、炮兵第9团第2营、炮兵第13团1连、独立炮兵第3、4、6营、重迫击炮第1团。
  - 工兵指挥部：工兵第5、6团、工兵第2团第2营、工兵第17团（欠一个营）、工兵第18团1营。
- 要塞部队：江阴、江宁、吴淞3个要塞所属共3个要塞炮总台（每总台相当于1个重炮团）、1个游炮团、3个要塞守备总队（每总队相当于1个步兵团）。
- 保安部队：
  - 江苏保安司令部：1个保安旅，2个保安总队、6个县保安团
  - 浙江警备司令部
- 警察部队：3个保安警察总队、1个水警总队（均相当于团）、2个水警分局（约4千余人，小炮艇若干）。
- 以海军海防第二舰队和江防舰队分驻长江江面
- 空军四个大队支援作战。

全部兵力共计60至70万人，大炮400至500门。其中第54军、第28军、第52军、第4军、第75军、第20军、第50军、第68军等8个军大体上没有被全歼过，建制装备比较完整，战斗力较强。
以江西湖口为界，以西还有位于武汉的华中军政长官公署（1949年4月由“华中剿匪总司令部”改称），白崇禧担任总司令，以第58、第126军、第3兵团（第7、第48军）、第19兵团（第127，第128军）位于武汉及其以东，还有配置于二线的兵团。
1949年2月起，封锁长江交通，禁止南北通航，上下船只亦须靠南岸行驶，并经过检查，停泊在南岸河汊内之木排一律冻结，不准驶出。
1949年2、3月间，第一绥靖区司令丁治磐偕同海军第二舰队司令林遵从崇明岛起到仪征止视察江防，严令部队加强工事，扫清射界，塞河布雷（如在瓜洲河口凿沉铁驳船数只并布雷等），控制船只，在江岸重要地带构筑二线预备阵地及游动炮兵阵地，并加紧训练工兵爆破、架桥、布雷技术以及步兵乘船登陆动作等。
1949年3月间，国防部政工局还召集一次军师政工处长会议，局长邓文仪讲话，要求加强部队政治教育，鼓舞士气，并严密注意官兵思想等。
1949年3月31日，京沪杭警备总司令汤恩伯在南京孝陵卫召集所属军长以上、首都卫戍部队团长以上人员的江防会议。参谋总长顾祝同、国防部长徐永昌、海军总司令桂永清、联勤总司令郭忏以及行政院长何应钦等均出席。何应钦宣读了蒋介石的亲笔信，大意是：蒋虽已下野，中央尚有200万军队，这是党国的基石，希妥为爱护。何应饮讲话说，总统虽已离开，仍在惦念我们，大家应当好好努力；第三次世界大战，必然爆发，美国会继续援助我们，京沪地区必须保持。顾祝同讲话说，我们只要守住长江就有办法，你们都是军校学生，共产党来了，我们想当白华亦不可能，希望大家努力工作，消灭共产党，才有光明前途。最后汤恩伯讲话，要悬赏5万银元捉拿板桥起义部队人员。
1949年4月中旬，京沪杭警备副总司令李延年率领高级参谋3人偕美国军事顾问团中校及上尉级军官各11人，从上海起，溯江而上，视察江防。4月18日视察了江阴附近的第二十一军，19日视察了江阴要塞及扬中附近的第五十一军，20日及21日视察了镇江、金山、焦山及大港一带，20日晚宿第四军军部，21日视察至南京为止。沿途指示部队加强工事及训练，并到处打气“防守长江要有信心，等二线兵团建成，即可反攻”。

## 战役经过

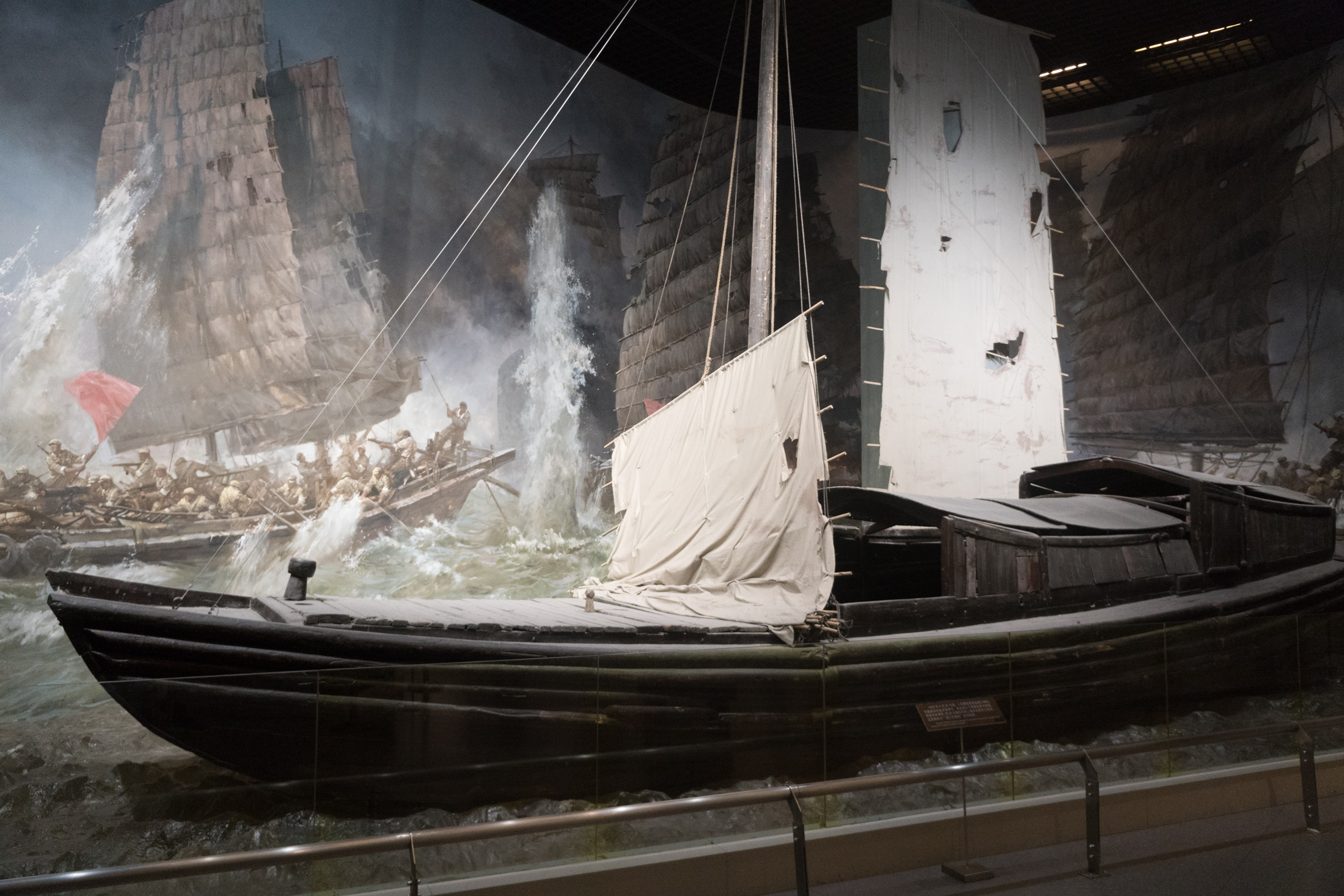
收藏于中国国家博物馆的解放军在渡江战役中所使用的木帆船

1949年4月20日18时，解放军第三野战军第7、9兵团组成的中线集团率先发起渡江作战，21时，第9兵团第25、第27军和第七兵团第24、第21军组成的第一梯队渡江登陆，标志渡江战役正式开始。21日，占领南岸的铜陵、繁昌等地。
1949年4月21日夜，解放军第二野战军和第三野战军以木帆船为主要渡江工具，开始强渡长江，实施有重点的多路突击的方法，一举越过湖口至江阴间的长江防线，解放军登上滩头阵地，突破国军防御，国军的多次反击被打退。解放军先后争取国军江陰要塞起義和中華民國海軍第二舰队倒戈，控制江面，从滩头向纵深发展，多路穿插分割国军防线。22日解放军东集团、西集团分别占领纵深5至10公里的滩头阵地。国军长江防线完全崩溃，国军最早动摇的是第8兵团，于21日开始撤退。4月22日，蔣在杭州召集李宗仁、何應欽等商討「最後一戰」，下令：「把南京城下關火車站、碼頭、水電廠都炸掉。不能給共軍留下一點東西。我們要在浙贛線以北山地建立第二道防線。」:44922日下午，京沪杭警备总司令部开始实施向浙赣铁路沿线、杭州、上海方向总退却，第1绥靖区22日开始撤退；第7绥靖区和首都卫戍总司令部23日开始撤退。企图在上海、杭州、浙赣铁路沿线组织新的防御战线。
控制出海口的江陰要塞4月21日易幟後，國軍第二舰队被堵在長江中無法出海，不願投共的19艘艦艇從長江突圍，到4月23日14艘艦艇成功突圍，保全了中華民國海軍部分實力。
4月23日，解放军东集团占领丹阳、常州、无锡等地，切断（南）京沪线铁路，并进占镇江。解放军中集团占领芜湖，展开追击战先后捕捉歼灭国军第7绥靖区部分守军。

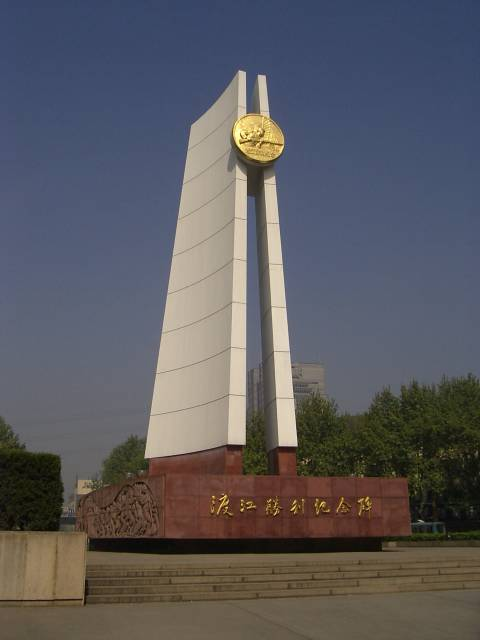
立于南京鼓楼区的渡江胜利纪念碑

### 南京战役
渡江战役中第三野战军第8兵团所属第35军是唯一部署在长江北岸于南京正面的军，22日对浦口地区发起攻击。22日晚，第35军先头部队103师侦察连进入南京。此前不久，代总统李宗仁跑回桂林「休息」:449，中華民國政府要员乘坐飞机离开南京，中華民國政府中下层官员也慌忙撤离，22日，中華民國政府宣布撤离首都南京迁往广州。23日晚，第35军开始渡江，未经激烈战斗就于次日占领南京。24日凌晨，104师（原华野鲁中南纵队第46师）312团3营9连占领总统府。（亦有2营率先攻占的说法。）24日晨，毛泽东为新华社撰写新闻，聲稱“延續22年的國民黨反動政權就此覆滅”。中國大陸歷史教科書認為該戰役“結束了國民黨在大陸的統治”。南京市人民政府后来将4月23日定为“南京解放纪念日”。

### 郎溪、广德围歼战
解放军按预先的战役计划，渡过长江后，中集团与东集团统一由粟裕、张震指挥。利用长江在南京—镇江段向北凸出的有利地形，实施钳形突破。从24日开始，第三野战军司令部命令东集团和中集团展开追击围歼作战。第8兵团、第10兵团主力沿丹阳、常州推进，占领溧阳、宜兴地区切断京杭国道，第9兵团、第7兵团由南陵经宣城地区发起追击，东西对进实施钳形夹击，截断国军由镇江、南京、芜湖等地向南撤往杭州的退路。27日晚，第9兵团与第10兵团于浙江吴兴、长兴地区会师封闭合围圈，沿着(南)京杭道路撤退的国军五个军（第4、第28、第45、第66军及第51军的一部等）的部队被合围于郎溪、广德、长兴地区等地。国军组织抵抗处于混乱状态，至29日全部歼灭，俘虏共8万余人。27日第三野战军第10兵团第29军进占苏州，向上海方向警戒。28日第三野战军第7兵团由谭震林指挥，向杭州推进，于5月3日佔領杭州。第三野战军在郎、广围歼战中以及在长江南岸追击中歼灭国军共计13.9万余人。1949年4月下旬解放军渡江以及追击中，京沪杭地区的国军有7个军（第4、第20、第28、第45、第66、第68、第99军部）被歼灭。

### 南昌战役
第二野战军组成的西集团为切断汤恩伯、白崇禧指挥的两个集团的联系，堵其退路，在近四百里宽的正面上分多路向浙赣铁路追击，5月3日，第二野战军第4兵团占领浙赣线的上饶—贵溪一线；第5兵团占领衢县；第3兵团占领金华，与第三野战军第7兵团在诸暨会师。国军在浙赣铁路沿线建立防御战线的计划落空。5月5日占领浙赣线上的重镇鹰潭，40师解放铁路南面的金溪县城。此后，部队继续向南、向西挺进。按照第二野战军司令部指示，第15军向福建省追歼敌人，第14军南下奔袭临川、南城，第13军沿浙赣铁路向江西省会南昌进击。5月10日，陈赓部接到野战军前委“作接管南昌的准备”的命令。5月16日，第二野战军第4兵团第13军第37师接到“抢渡抚河，解放南昌”的命令，向南昌进军。同日，占领进贤。5月17日，第四野战军第15兵团渡过长江进入江西后，解放赣西北地区，并配合第二野战军向南昌方向挺进。5月21日，第二野战军第4兵团37师开始进攻南昌，在城东谢埠镇与国军发生激战。5月22日拂晓，守卫南昌的国军夏威兵团撤退，并炸毁赣江上的中正桥，37师占领南昌。

### 武汉战役
第四野战军先遣兵团（第12兵团）和中原军区部队为达到牵制华中军政长官公署白崇禧集团；策应第二野战军、第三野战军渡江作战；待第四野战军主力南下的目的，4月下旬进至长江北岸，逼进武汉。白崇禧指挥华中军政长官公署于5月初开始收缩兵力准备南撤，计划迟滞第四野战军渡江，掩护主力分别向湖南、鄂西地区撤退。第四野战军第12兵团（第40、第43军）完成策应第二、第三野战军渡江作战的任务后，于5月14日在团风至武穴间南渡长江，并在16日佔領汉口，17日佔領武昌地区、汉阳地区。5月15日，华中军政长官公署副长官、第19兵团司令张轸率（第128军）2万余人在贺胜桥倒戈。

### 上海战役
汤恩伯指挥京沪杭警备总司令部主力8个军（第21、第51、第52、第54、第75、第123军守浦西，第12、第37军守浦东）退守上海，并以中華民國海军海防第一舰队和空军协助防守。防御重点在于吴淞、高桥（上海）与上海市区，保障出海通路。解放军渡江战役总前委计划以第三野战军第10（第26、第28、第29、第33军）、第9兵团（第20、第27、第30、第31军）8个军发起上海战役，同时，第三野战军第7兵团继续向浙江进军。
第三野战军以吴淞作为攻击重点，目的是封锁吴淞口，使国军为保护由海路撤退的通道而集中兵力在吴淞周围，避免在市区内进行较大规模的战斗，目的是完整接管城市，为此还特别规定进入市区作战尽可能的不使用重炮。计划从浦东、浦西两翼迂回，分别取道浦西的嘉定地区，浦东的川沙、高桥，实施钳形攻势，进抵宝山、吴淞，后续任务是由松江、青浦进攻上海市区。
5月10日第三野战军下达淞沪战役作战命令，于5月12日发起上海战役，开始攻击上海外围阵地。在浦西，向宝山、吴淞攻击的战斗付出较大的代价但没有大的进展，16日调整部署，选择战线薄弱部打开缺口楔入纵深侧背，纠正集团进攻的方式，取得进展，至19日逼近威胁吴淞口。在浦东，18日逼近高桥，遇到国军多次反击。23日，解放军向上海市区发起总攻，24日，国军向吴淞收缩防线，确保从海上撤退的通路。至25日，解放军快速穿插进占苏州河以南市区，26日攻占上海市区，争取淞沪警备司令部副司令刘昌义率部阵前倒戈。解放军于27日占领上海。解放军伤亡3万多人，国军除了5万人乘船从海上撤走外，损失15万多人（伤亡1.5万人，9.4万人被俘，4.4万人倒戈）。

### 战役结束
6月2日，第三野战军第25军攻占崇明岛，至此，渡江战役结束。渡江战役是继“三大战役”后，解放軍以优势兵力进行的一次大规模的进攻战役行动。此役解放軍攻占南京、杭州、武汉、上海等大城市和苏、浙、赣、皖、闽、鄂广大地区。解放軍伤亡6万余人，国军损失43万多人。中華民国政府通过守住长江防线，划江而治的計畫落空，解放军在这一战役中取得胜利，为此后解放军进军福建及华南、西南地区创造有利条件，加速大陆地區解放的进程。

## 相关纪念设施
- 渡江胜利纪念碑 南京鼓楼区热河路广场
- 渡江胜利纪念馆 南京鼓楼区
- 渡江战役纪念馆 合肥滨湖新区云谷路
- 渡江战役总前委旧址 合肥市肥东县

## 相关文艺作品
毛泽东诗词
- 渡江战役攻下南京后，毛泽东在当时北平香山双清别墅写一首《七律·人民解放军占领南京》。

附：1949年8月18日，毛澤東説：

「人民解放軍橫渡長江，南京的美國殖民政府鳥獸散。」

绘画作品
- 陈逸飞油画《攻占总统府》

影视作品
- 《渡江侦察记》：上海电影制片厂1954年摄制，导演：汤晓丹，由孙道临、李玲君、齐衡、陈述主演，军事顾问：高锦堂。影片以时任第9兵团第27军侦察二连连长的高锦堂为原型，描写渡江战役前夕，解放军侦察员渡江侦察的故事。是当时一部颇为经典的电影。
- 《风雨下钟山》：八一电影制片厂1982年摄制，导演：袁先、韦林玉、里坡，由张克瑶、王铁成、孙飞虎主演。
- 《大战宁沪杭》：八一电影制片厂摄制，1999年首映，是重大革命历史题材主旋律电影“大进军”系列之一。